# Mirabilandia
Mirabilandia – największy włoski park rozrywki w Savio w regionie Emilia-Romania, w pobliżu Rawenny. Park zajmuje obszar 30 ha, a dodatkowe 10 ha powierzchni przypada na obszar parku wodnego. Oferuje łącznie 36 atrakcji, w tym 9 kolejek górskich.

## Strefy parku
Park podzielony jest na strefy:
- Bimboboli
- Far West Valley
- Adventureland
- Dinoland
- Route 66
- Ducati World

## Kolejki górskie

### Czynne
W roku 2025 w parku znajdowało się 9 czynnych kolejek górskich:
| # | Nazwa            | Producent          | Data otwarcia    | Typ                      | Wysokość [m] | Prędkość [km/h] | Źródło |
| - | ---------------- | ------------------ | ---------------- | ------------------------ | ------------ | --------------- | ------ |
| 1 | Rexplorer        | Mack Rides         | 1992             | stalowa rodzinna         | ?            | 35              | [ 5 ]  |
| 2 | Gold Digger      | L&T Systems        | 1998             | stalowa rodzinna         | 14,5         | ?               | [ 6 ]  |
| 3 | Katun            | B&M                | 1 kwietnia 2000  | stalowa odwrócona        | 50           | 104             | [ 7 ]  |
| 4 | Leprotto Express | L&T Systems        | 2005             | stalowa dziecięca        | 6            | 34,2            | [ 8 ]  |
| 5 | iSpeed           | Intamin            | 20 maja 2009     | stalowy launched coaster | 55           | 110             | [ 9 ]  |
| 6 | Master Thai      | Preston & Barbieri | 5 sierpnia 2011  | stalowa rodzinna         | ?            | ?               | [ 10 ] |
| 7 | Divertical       | Intamin            | 16 czerwca 2012  | stalowy water coaster    | 50           | 95              | [ 11 ] |
| 8 | Desmo Race       | Maurer Rides       | 25 lipca 2019    | stalowy powered coaster  | 22           | 80              | [ 12 ] |
| 9 | Cowabunga Carts  | Zierer             | 17 kwietnia 2025 | stalowa dziecięca        | ?            | ?               | [ 13 ] |

### Usunięte
Do roku 2025 z 12 kolejek górskich wybudowanych w historii parku 4 zostały usunięte:
| # | Nazwa            | Producent   | Data otwarcia   | Data zamknięcia | Typ               | Wysokość [m] | Prędkość [km/h] | Źródło |
| - | ---------------- | ----------- | --------------- | --------------- | ----------------- | ------------ | --------------- | ------ |
| 1 | Sierra Tonante   | S.D.C.      | 1992            | 2006            | drewniana         | 35           | 100             | [ 15 ] |
| 2 | Il Bruco Magico  | ?           | 1998            | 2000            | stalowa dziecięca | ?            | ?               | [ 16 ] |
| 3 | Family Adventure | Vekoma      | 1 kwietnia 2001 | 2011            | stalowa rodzinna  | 13           | 45,9            | [ 17 ] |
| 4 | Katapult         | Schwarzkopf | 1 lipca 2006    | 2006            | stalowa           | ?            | ?               | [ 18 ] |